# Athus
Athus (in lussemburghese Attem, in vallone Atu, in tedesco Athem) è una città belga della comune de Aubange localizzata nella Vallonia, provincia di Lussemburgo.
Ha la particolarità di situarsi su tre frontiere: Francia, Belgio e Granducato di Lussemburgo.
La città era molto conosciuta per la sua fabbrica siderurgica che chiuse nel 1977. Attirò molti immigrati italiani per lavorarci.